# 中国人民解放军海军榆林基地
中国人民解放军海军榆林基地，位于海南省三亚市榆林港，隶属中国人民解放军南部战区海军。

## 沿革
1951年2月14日，自43军抽调315人作为基础，在海口市侨安大楼组建中南军区海军海南岛基地，为海军丙种基地。1952年2月5日，自45军抽调194人组建的北海巡防区（6月1日移防海口市秀英港，改称海口巡防区）归海南岛基地领导。沈振东任海南岛基地司令员、曾昭林任副司令员、高诗荣任参谋长。此后，海南岛基地所辖的琼东巡防区、琼西巡防区、榆林巡防区相继成立。1952年12月12日，根据中央军委命令，海南岛基地与调归海军的129师师部合并组建西营基地和海南岛水警区，撤销海南岛基地番号。海南岛水警区归属西营基地建制。原有的海口巡防区、琼东巡防区、琼西巡防区、榆林巡防区归属海南岛水警区建制。
1951年3月，自海南军区调来58人组成海口巡防区，共有339人。同年5月，海口巡防区移驻榆林港，改称榆林巡防区。1952年7月，榆林巡防区机构转到八所，改编为琼西巡防区。1952年7月，中央军委命令湖南军区邵阳军分区独立15团团部（共有253人）改编为榆林巡防区。
1955年2月，海军榆林巡防区、海南岛水警区撤销，成立中国人民解放军海军榆林基地，隶属中南军区海军（1955年10月改为南海舰队）建制。下辖舰艇部队、岸防兵、防空兵、专业勤务部队。1959年，海军榆林基地派兵进驻西沙群岛，成为守卫中国南海的第一支中国人民解放军海军部队。基地曾组织参加1974年西沙海战、1988年“3·14海战”。
1985年10月体制改革后，海军榆林基地（38002部队）下辖38015部队（西沙水警区）、38091部队（海军快艇第11支队），护卫、扫雷、登陆舰大队，猎潜、护卫、快艇大队，防险救生船大队，勤务船大队及高炮、岸导等部队。
2003年12月编制体制调整，海军榆林基地更名为中国人民解放军海军榆林保障基地。2012年改革中，复名中国人民解放军海军榆林基地。

## 编制
中国人民解放军海军潜艇第三十二支队 - 驻守榆林基地
水警区
- 西沙水警区
- 南沙水警区

## 历任领导
| 司令员 1. 曾昭林（？—？） 2. 刘世湘（？—？） 3. 马忠全少将（1960年9月—1961年） 4. 齐安聚大校（1961年—1962年3月，兼任） 5. 袁意奋少将（1962年3月—1969年10月） 6. 武毅（1969年11月—1977年6月） 7. 聂奎聚（1977年6月—1983年8月） 8. 刘喜中（1983年8月—1985年5月） 9. 石天定（1985年5月—1987年8月） 10. 杨玉书海军少将（1987年8月—1990年6月） 11. 马富才海军少将（1990年8月—1993年12月） 12. 高元法海军少将（1993年12月—1997年12月） 13. 毕鉴荣海军少将（1997年12月—2003年2月） 14. 韩林枝海军少将（2003年2月—2003年12月） 15. 徐培华海军少将（2003年12月—2006年12月） 16. 张应德海军少将（2006年12月—2009年） 17. 阎保健海军少将（2009年—2010年12月） 18. 姜中华海军少将（2010年12月—2012年） 19. 郭玉军海军少将（2012年—2015年） 20. 李吉祥海军少将（2015年—） | 政治委员 1. 黎新民大校（？—？） 2. 孙训（？—？） 3. 袁意奋少将（1959年12月—1964年2月） 4. 王权（1964年2月—1969年2月） 5. 李杰民（1969年2月—1975年5月） 6. 范天枢（1978年4月—1983年8月） 7. 牛金山海军少将（1983年8月—1990年1月） 8. 谢国雄海军少将（1990年1月—1993年12月） 9. 刘卫东海军少将（1993年12月—1997年3月） 10. 邬华扬海军少将（1997年3月—1998年10月） 11. 战景泰海军少将（1998年10月—1999年12月） 12. 何春喜海军少将（1999年12月—2000年12月） 13. 任光礼海军少将（2000年12月—2002年1月） 14. 侯健海海军少将（2001年6月—2004年12月） 15. 刘桂书海军少将（2002年1月—2006年12月） 16. 张春秀海军少将（2006年12月—2008年10月） 17. 聂守礼海军少将（2008年10月—2013年） 18. 曹新元海军少将（2013年—2015年） 19. 卓怡新海军少将（2015年—） |